# DeRidder
DeRidder és una població dels Estats Units a l'estat de Louisiana. Segons el cens del 2000 tenia 9.808 habitants.

## Demografia
Segons el cens del 2000, DeRidder tenia 9.808 habitants. La densitat de població era de 446 habitants/km².
Per edats la població es repartia de la següent manera: un 27,1% tenia menys de 18 anys, un 8,6% entre 18 i 24, un 27,3% entre 25 i 44, un 22,4% de 45 a 60 i un 14,5% 65 anys o més.
L'edat mediana era de 37 anys. Per cada 100 dones de 18 o més anys hi havia 83,3 homes.
La renda mediana per habitatge era de 31.952 $ i la renda mediana per família de 39.384 $. Els homes tenien una renda mediana de 36.388 $ mentre que les dones 21.302 $. La renda per capita de la població era de 16.996 $. Entorn del 15% de les famílies i el 18% de la població estaven per davall del llindar de pobresa.

## Poblacions més properes
El següent diagrama mostra les poblacions més properes.